# Okazaki Kazuya
Kazuya Okazaki (sinh ngày 28 tháng 7 năm 1991) là một cầu thủ bóng đá người Nhật Bản.

## Sự nghiệp câu lạc bộ
Kazuya Okazaki đã từng chơi cho Fagiano Okayama, Albirex Niigata Singapore và Verspah Oita.